# 香港已消失河流列表
香港昔日有一些河流和水道，因為城市的發展而消失，而成為陸地的一部份或下水道。

## 已消失河流
- 葵涌
- 水坑口
- 寶靈頓運河
- 大坑明渠
- 鰂魚涌
- 西灣河
- 石上河中游段（吳屋村至大頭嶺村段）

## 已消失明渠
指封為暗渠的明渠。

### 香港
- 大坑明渠
- 鳳輝臺明渠
- 石水渠街

### 九龍
- 東京街渠
- 南昌街明渠
- 花墟道明渠
- 佐敦谷渠
- 龍珠街明渠

### 新界
- 大圍渠
- 家興大廈明渠
- 大涌道明渠
- 翠豐臺明渠
- 葵榮街斜渠
- 新葵街斜渠
- 業成街明渠
- 藍澄灣明渠